# 도요노군

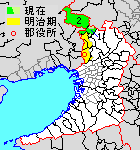
도요노군의 범위. 1.도요노정, 2.노세정, 노란색은 메이지 시대 당시의 영역, 초록색은 현재의 영역

도요노군(일본어: 豊能郡, とよのぐん)은 일본 오사카부에 있는 군이다.
인구 25,115명, 면적 133.09km², 인구밀도 189명/km².(2025년 3월 1일, 추계인구)
이하 2정으로 구성된다.
- 도요노정(豊能町)
- 노세정(能勢町)

## 군역
1896년 행정 구역으로 발족 당시의 군역은 아래의 구역에 해당한다.
- 이케다시 전역
- 도요나카시의 대부분
- 미노오시의 대부분
- 스이타시의 일부
- 노세정 전역
- 도요노정의 대부분

## 역사

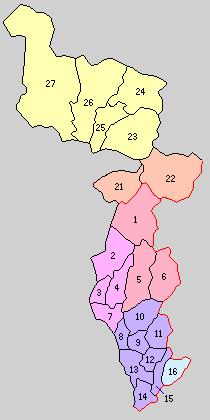
1.도도로미촌 2.호소카와촌 3.이케다정 4.하타노촌 5.미노오촌 6.가야노촌 7.기타테시마촌 8.아사다촌 9.도요나카촌 10.사쿠라이다니촌 11.구마노다촌 12.나카테시마촌 13.미나미테시마촌 14.쇼나이촌 15.오조네촌 16.도요쓰촌 21.요시카와촌 22.히가시노세촌 23.도고촌 24.우타가키촌 25.다지리촌 26.사이고촌 27.기네쇼촌 (보라:도요나카시, 분홍:이케다시, 하늘색:스이타시, 빨강:미노오시, 등색:도요노정, 노랑:노세정)

- 1896년 4월 1일 - 군제 시행으로 데시마군·노세군의 구역으로 도요노군이 발족.(1정 22촌)
  - 구 데시마군(1정 15촌) - 도도로미촌(止々呂美村)(현 미노오시), 호소카와촌(細河村), 이케다정(池田町), 하타노촌(秦野村)(현 이케다시), 미노오촌(箕面村), 가야노촌(萱野村)(현 미노오시), 기타테시마촌(北豊島村)(현 이케다시), 아사다촌(麻田村), 도요나카촌(豊中村), 사쿠라이다니촌(桜井谷村), 구마노다촌(熊野田村), 나카테시마촌(中豊島村), 미나미테시마촌(南豊島村), 쇼나이촌(庄内村), 오조네촌(小曽根村)(현 도요나카시), 도요쓰촌(豊津村)(현 스이타시)
  - 구 노세군(7촌) - 요시카와촌(吉川村), 히가시노세촌(東能勢村)(현 도요노정), 도고촌(東郷村), 우타가키촌(歌垣村), 다지리촌(田尻村), 사이고촌(西郷村), 기네쇼촌(枳根荘村)(현 노세정)
- 1927년 4월 1일 - 도요나카촌이 정제 시행으로 도요나카정(豊中町)이 됨.(2정 21촌)
- 1931년 1월 1일 - 사이고촌·기네쇼촌이 합병하여, 쇼와촌(昭和村)이 발족.(2정 20촌)
- 1932년 4월 1일 - 쇼와촌이 개칭하여 니시노세촌(西能勢村)이 됨.
- 1935년 8월 1일 - 이케다정·호소카와촌·하타노촌·기타테시마촌이 합병하여, 새로이 이케다정이 발족.(2정 17촌)
- 1936년 10월 15일 - 도요나카정·아사다촌·사쿠라이다니촌·구마노다촌이 합병하여, 도요나카시(豊中市)가 되어, 군에서 이탈.(1정 14촌)
- 1939년
  - 4월 29일 - 이케다정이 시제 시행으로 이케다시(池田市)가 되어, 군에서 이탈.(14촌)
  - 9월 1일 - 쇼나이촌이 정제 시행으로 쇼나이정(庄内町)이 됨.(1정 13촌)
- 1940년 4월 1일 - 도요쓰촌이 미시마군 스이타정·지사토촌·기시베촌과 합병하여 스이타시(吹田市)가 발족.(1정 12촌)
- 1947년 3월 15일 - 나카테시마촌·미나미테시마촌·오조네촌이 도요나카시에 편입.(1정 9촌)
- 1948년
  - 1월 1일 - 미노오촌이 정제 시행으로 미노오정(箕面町)이 됨.(2정 8촌)
  - 8월 1일 - 미노오정·가야노촌·도도로미촌이 합병하여, 새로이 미노오정이 발족.(2정 6촌)
- 1955년
  - 1월 1일 - 쇼나이정이 도요나카시에 편입.(1정 6촌)
  - 4월 15일 - 히가시노세촌이 이바라키시의 일부를 편입.
- 1956년 9월 30일
  - 우타가키촌·다지리촌·니시노세촌이 합병하여, 노세정(能勢町)이 발족.(2정 3촌)
  - 요시카와촌·히가시노세촌이 합병하여, 새로이 히가시노세촌이 발족.(2정 2촌)
- 1956년 12월 1일 - 미노오정이 미시마군 도요카와촌을 편입한 후에 시제 시행으로 미노오시(箕面市)가 되어, 군에서 이탈.(1정 2촌)
- 1958년 4월 1일 - 히가시노세촌이 교토부 가메오카시의 일부를 편입.
- 1959년 5월 3일 - 도고촌이 노세정에 편입.(1정 1촌)
- 1977년 4월 1일 - 히가시노세촌이 정제 시행과 개칭으로 도요노정(豊能町)이 됨.(2정)